# Кузнецов, Алексей Николаевич (химик)
Алексе́й Никола́евич Кузнецо́в (род. 24 февраля 1973 года) — российский учёный-химик, специалист в области химии кластерных и интерметаллических соединений и материалов на их основе, член-корреспондент РАН (2016).
Сын Николая Тимофеевича Кузнецова (род. 1931) — советского и российского химика, академика РАН.

## Биография
Родился 24 февраля 1973 года.
В 1995 году — окончил химический факультет МГУ.
В 1999 году — защитил кандидатскую диссертацию, тема: «Гомополикатионы висмута: синтез и стабилизация».
С 1999 года — ведущий научный сотрудник кафедры неорганической химии химического факультета МГУ.
В 2009 году — защитил докторскую диссертацию, тема: «Гомо- и гетероядерные связи на основе металлов 13-15 групп в кристаллических структурах неорганических соединений разной размерности».
В январе 2016 года — присвоено почётное учёное звание профессора РАН.
В октябре 2016 года — избран членом-корреспондентом РАН по Отделению химии и наук о материалах.

## Научная деятельность
А. Н. Кузнецов — специалист в области химии кластерных и интерметаллических соединений, а также материалов на их основе. Опубликовал более 130  научных работ.
Среди важнейших результатов, полученных с его участием: 
- разработка нового подхода к синтезу кластеров непереходных металлов в неводных средах;
- открытие кластерных поликатионов сурьмы, формулирование основных принципов устойчивости таких фаз;
- доказательство наличия трёхмерной ароматичности в катионных кластерах висмута;
- синтез новых низкоразмерных галогенидов и халькоген-галогенидов висмута, исследование электрофизических свойств таких веществ, показавшее их перспективность как термоэлектрических материалов;
- обнаружение уникальных свойств топологических диэлектриков в галогенидах и теллур-галогенидах висмута;
- получение новых блочных и слоистых низкоразмерных соединений никеля, палладия и платины;
- подтверждение (с использованием передовых квантовохимических подходов) наличия локализованных многоцентровых взаимодействий в интерметаллических фрагментах.

Параллельно с исследовательской работой, А. Н. Кузнецов читает курсы «Теоретические методы исследования неорганических веществ и материалов» и «Квантовохимические расчёты в неорганической химии». Подготовил двух кандидатов наук.

## Награды
- Почётная грамота Президента Российской Федерации (5 февраля 2024 года) — за заслуги в развитии отечественной науки, многолетнюю плодотворную деятельность и в связи с 300-летием со дня основания Российской академии наук[7].